# Gloc-9
Aristotle Pollisco, más conocido como Gloc-9 (Binangonan, Provincia de Rizal, 18 de octubre de 1977), es un cantante y compositor filipino de rap y hip-hop, ganador de varios premios Awit. Formó  parte de la banda de rap Death Threat.
Ha colaborado con artistas como Francis Magalona, Jaezelle, Parokya ni Edgar, Gab Chee Kee, Noel Cabangon y Champ Lui Pio.
Participó en bandas sonoras de películas como Jologs y Trip, ambas de la productora cinematográfica Star Cinema, en la que lanzó un álbum titulado Sukli, que incluye canciones de dichas películas.
Sus canciones abordan principalmente temas sociales como las injusticias, la pobreza y el patriotismo.

## Discografía

### Álbumes de estudio
- G9 (2003)
- Ako Si... (2005)
- Diploma (2007)
- Matrikula (2009)
- Talumpati (2011)
- MKNM: Mga Kwento Ng Makata (2012)
- Liham at Lihim (2013)
- Sukli (2016)
- Rotonda (2017)

### EP y demos
- Limang Kanta Lang (2006)
- Rotonda (2017)

### Álbumes en vivo
- Biyahe ng Pangarap (2014)

## Premios
| Año  | Ceremonia                                    | Premio | Resultados |
| ---- | -------------------------------------------- | --- | ---------- |
| 2017 | XII Premios Myx Music                        | Mejor vídeo favorito urbano favorito – «Hoy!»                                                                         | Ganador    |
| 2017 | XII Premios Myx Music                        | Mejor vídeo musical (premio especial) – «Hoy!»                                                                        | Ganador    |
| 2015 | 10.os Premios Myx Music                      | Mejor video favorito urbano – «Businessman»                                                                           | Ganador    |
| 2015 | 10.os Premios Myx Music                      | Colaboración favorito – «Takipsilim» con Regine Velasquez                                                             | Ganador    |
| 2015 | 7.os Premios estrella de PMPC para la música | Artista masculino de grabación del año – Biyahe ng Pangarap                                                           | Ganador    |
| 2014 | 9.os Premios Myx Music                       | Video musical favorito – «Magda»                                                                                      | Ganador    |
| 2014 | 9.os Premios Myx Music                       | Canción favorita – «Magda»                                                                                            | Ganador    |
| 2014 | 9.os Premios Myx Music                       | Video urbano musical favorito – «Magda»                                                                               | Ganador    |
| 2014 | 9.os Premios Myx Music                       | Colaboración favorito – «Magda» con Rico Blanco                                                                       | Ganador    |
| 2014 | 6.os Premios estrella de PMPC para la música | Álbum del año – Liham at Lihim                                                                                        | Ganador    |
| 2014 | 6.os Premios estrella de PMPC para la música | Álbum de rap del año – Liham at Lihim                                                                                 | Ganador    |
| 2014 | 6.os Premios estrella de PMPC para la música | Artista de rap del año                                                                                                | Ganador    |
| 2014 | 27.os Premios Awit                           | Álbum del año – Liham at Lihim                                                                                        | Ganador    |
| 2014 | 27.os Premios Awit                           | Canción del año – «Magda»                                                                                             | Ganador    |
| 2014 | 27.os Premios Awit                           | Mejor grabación de novedad – «Papel»                                                                                  | Ganador    |
| 2014 | 27.os Premios Awit                           | Mejor grabación de rap – «Magda»                                                                                      | Ganador    |
| 2014 | 27.os Premios Awit                           | Mejor Colaboración – «Magda» con Rico Blanco                                                                          | Ganador    |
| 2014 | 27.os Premios Awit                           | Mejor actuación de un grupo de artistas de grabación – «Ang Parokya» por Parokya Ni Edgar con Gloc-9 y Frank Magalona | Ganador    |
| 2013 | 8.os Premios Myx Music                       | Canción favorita – «Sirena»                                                                                           | Ganador    |
| 2013 | 8.os Premios Myx Music                       | Colaboración favorito – «Sirena» con Ebe Dancel                                                                       | Ganador    |
| 2013 | 8.os Premios Myx Music                       | Myx favorito en vivo! Actuación                                                                                       | Ganador    |
| 2013 | 5.os Premios PMPC Star for Music             | Video musical del año – «Sirena»                                                                                      | Ganador    |
| 2013 | 26.os Premios Awit                           | Álbum del año – MKNM: Mga Kwento Ng Makata                                                                            | Ganador    |
| 2013 | 26.os Premios Awit                           | Canción del año – «Sirena»                                                                                            | Ganador    |
| 2013 | 26.os Premios Awit                           | Viedo musical del año – «Sirena»                                                                                      | Ganador    |
| 2012 | Premios Globe Tatt 2012                      | Indie Rocker | Ganador    |
| 2012 | 7.os Premios Myx Music                       | Artista masculino favorito                                                                                            | Ganador    |
| 2012 | 7.os Premios Myx Music                       | Vídeo favorito urbano – «Elmer»                                                                                       | Ganador    |
| 2012 | 7.os Premios Myx Music                       | Colaboración favorito – «One Hit Combo» por Parokya Ni Edgar con Gloc-9                                               | Ganador    |
| 2012 | 25.os Premios Awit                           | Mejor colaboración – «Walang Natira» con Sheng Belmonte                                                               | Ganador    |
| 2012 | 25.os Premios Awit                           | Mejor rap de grabación – «Walang Natira»                                                                              | Ganador    |
| 2011 | 6.os Premios Myx Music                       | Artista masculino favorito                                                                                            | Ganador    |
| 2011 | 3.os Premios PMPC Star for Music             | Vídeo musical del año – «Walang Natira»                                                                               | Ganador    |
| 2011 | 3.os Premios PMPC Star for Music             | Álbum de rap del año – Talumpati                                                                                      | Ganador    |
| 2011 | 3.os Premios PMPC Star for Music             | Artista de rap del año                                                                                                | Ganador    |
| 2010 | 23.os Premios Awit                           | Canción de rap del año – «Upuan» (Primera canción histórica del rap en los Premios Awit)                              | Ganador    |
| 2010 | 23.os Premios Awit                           | Mejor canción de rap de grabación – «Upuan»                                                                           | Ganador    |
| 2010 | 23.os Premios Awit                           | Mejor colaboración – «Upuan»                                                                                          | Ganador    |
| 2010 | 23.os Premios Awit                           | Mejor sonido – «Upuan»                                                                                                | Ganador    |
| 2010 | 23.os Premios Awit                           | Mejor Rock/Grabación Alternativa – «Martilyo»                                                                         | Ganador    |
| 2010 | Premios Tambayan 101.9 OPM                   | Canción del año – «Upuan»                                                                                             | Ganador    |
| 2010 | 5.os Premnios Myx Music                      | Vídeo urbano favorito – «Upuan»                                                                                       | Ganador    |
| 2010 | Premios de música urbana Wave891             | Mejor artista masculino de Hip Hop                                                                                    | Ganador    |
| 2009 | Premios Wakime PM rds 101.9                  | Mejor éxito de danza – «Sumayaw Ka»                                                                                   | Ganador    |
| 2009 | Premios Philippine Hip Hop                   | Artista de rap del año                                                                                                | Ganador    |
| 2008 | Premios Philippine Hip Hop                   | Artista de rap del año                                                                                                | Ganador    |
| 2008 | 21.os Premios Awit                           | Mejor danza de grabación – «Sumayaw Ka»                                                                               | Ganador    |
| 2007 | Premios Philippine Hip Hop                   | Artista de rap del año                                                                                                | Ganador    |
| 2006 | Premios Philippine Hip Hop                   | Artista de rap del año                                                                                                | Ganador    |
| 2005 | Premios Philippine Hip Hop                   | Artista de rap del año                                                                                                | Ganador    |
| 2005 | MTV Pilipinas                                | Vídeo musical del año – «Sayang»                                                                                      | Ganador    |
| 2003 | Premios Awit                                 | Mejores canciones navideñas – «Pasko Na Naman»                                                                        | Ganador    |
| 2002 | Awit Awards                                  | Mejor grabación de rap – «Isang Araw»                                                                                 | Ganador    |
| 2002 | Katha                                        | Mejor grabación de rap – «Isang Araw»                                                                                 | Ganador    |